# プラネット・キッズ 不思議な世界
プラネット・キッズ 不思議な世界（プラネット・キッズ ふしぎなせかい）は2008年1月9日から6月25日まで毎週水曜18:15~18:30に放送されていたBSジャパン独自のオリジナル番組。

## 番組内容
かつてこの枠は『セサミストリート』が放送されていたが低視聴率で打ち切り、その後通販番組を経て開始した後番組。七つの惑星をイメージした『プラネットキッズ』が不思議空間で新キャラクター『プルックプリック』達と歌や踊り、何気ない会話をすることにより本来子供が持っている感性や想像力を引き出していく。

見ている子供たちに何かヒントを与えることが出来るように、今までに無い新感覚で不思議な感覚を呼び起こす不思議な子供番組。特に番組内で披露されるプラネットキッズの楽曲の特異性によって、他の音楽番組との違いも大きい。
6月25日放送分で番組終了、しかし番組表での"終"表記はなかった上、最終回を知らせる断りのテロップすらなかったことから急な打ち切りであったものとみられる。

## 出演者
- ちーさや（深井清佳(ふかい さやか)）
- さやか（斎藤紗耶香(さいとう さやか)）
- なつき（斎藤奈津希(さいとう なつき)）
- イーイン（黄芸桜(こう げいおう/ホワン・イーイン)）
- ユータ（佐藤優太(さとう ゆうた)）
- テンガ（矢野天河(やの てんが)）
- ひなの（高橋ひなの(たかはし ひなの)）

- ホエイ（梁慧宇(リャン・ホエイ)）※不定期出演

2007年春に結成されたプラネットキッズという子供ダンス&ヴォーカルユニットがそのままテレビ番組のホスト出演者として採用され、彼らが唄って踊る斬新かつキュートなテューンはこれまでの日本の音楽シーンには見られなかったものである。
生身の出演者はプラネットキッズのみで、他はすべてオリジナルアニメキャラクター。

エンディング前には「今日のごしつもん」というコーナーで、アニメキャラのニップかクルップがメンバー2人に質問する。

## テーマ曲
オープニング
「ヤミヤミ・ファンキー・ハーツ・クラブ・バンド」（イントロ）
エンディング
「銀河パーティはスキャットで」（ショートバージョン）

## スタッフ
- 声の出演：植竹眞子、安井絵里
- 企画：浅井恵子
- 音楽：実川俊晴、五十嵐健
- キャラクター：中尾浩幸
- タイトル・イラスト：出口城
- CG：マウンテンスタジオ
- アニメ：ポイントピクチャーズ
- 武術フォーム：松島梅子
- 振付：SAEKO from freebalance
- 衣装：BIN+ANNA TOKYO
- ヘアメイク：KANAGON
- スタイリスト：BIN
- 技術：田口岩男
- 撮影：徳永盛也
- 音声：小宮宏
- 証明：近守里夫
- 編集：佐藤良正、庄司裕幸（テクノマックス）
- MA：白井稔也（テクノマックス）
- 技術協力：六分儀
- 映像合成：アールスタジオ
- 協力：日本児童歌、舞、劇団
- AD：吉野和子、菅原祥子
- 統括：首藤徹（BSジャパン）
- 制作協力：SCENE
- 構成・演出：川崎邦治
- プロデューサー：師信介（テレビ東京）、波多野修
- 制作：BSジャパン、tcj

### スポンサー
- 健美（健美プロダクション）